# Bundfald (film)
 For alternative betydninger, se Bundfald (flertydig). (Se også artikler, som begynder med Bundfald)
Bundfald er en dansk film fra 1957. Filmen beskriver miljøet blandt såkaldte trækkerdrenge i København. Manuskript og instruktion er af Palle Kjærulff-Schmidt og Robert Saaskin.

## Medvirkende
- Birgitte Bruun som Rosa Jensen, Kajs søster
- Ib Mossin som Anton Hansen
- Ghita Nørby som Else, Antons veninde
- Bent Christensen som Kaj Jensen
- Lone Hertz som Rita, Kajs veninde
- Preben Kaas som Egon
- Jakob Nielsen som 'Skipper', spritter
- Christian Brochorst som "'Moster", bartender
- Jørn Jeppesen som Bilforhandler
- Poul Müller som Antikvitetshandler
- Povl Wöldike som Kontorchef
- Bendt Rothe som Kriminalassistent
- Ove Rud som En opdager
- Gunnar Bigum som Pianist
- Klaus Scharling Nielsen
- Jørgen Buckhøj